# Gelgel
Gelgel is een plaats op het Indonesische eiland Bali in de gelijknamige provincie. Het ligt zo'n 4 kilometer ten zuiden van het centrum van Semarapura waar het deel van uitmaakt. Hier stond het voormalige paleis van het koninkrijk Bali.